# Lithobius
Lithobius è un genere di chilopodi appartenente alla famiglia Lithobiidae.
Le specie di questo genere possiedono 15 paia di zampe e la lunghezza varia dai 2 ai 5 cm. Si nutrono di piccoli invertebrati. Depongono le uova nel suolo. Possono superare i tre anni di vita.
La specie Lithobius forficatus (Linnaeus, 1758) è assai diffusa in Europa.

## Osservazioni scientifiche
Marcel Roland nell'opera La grande leçon des petites bêtes racconta dettagliatamente osservazioni sul Litobio che vanno da quelle iniziali prodotte da un incontro casuale, avvenuto sulla punta Raguenès in Bretagna, alla sistematizzazione scientifica. «A quell'epoca (...) non possedevo che nozioni assai rudimentali sui centopiedi. Avevo imparato (...) che essi fanno parte della classe dei Miriapodi, parola che deriva dal greco e significa: diecimila piedi. Ma sapevo bene che questa cifra di 10.000 è esageratissima e non corrisponde ad alcuna realtà...».